# Palacio del Marqués de Molins
El palacio del Marqués de Molins es una casa-palacio situada en el n.º 2 de la calle del Amor de Dios de Madrid (España). Es un edificio residencial típico del siglo XIX madrileño que corresponde a una arquitectura que se puede llamar isabelina. Junto con otros dos inmuebles adyacentes (la sede de Nuevo Rezado y un antiguo pequeño edificio de viviendas), es parte de la manzana que ocupa actualmente la Real Academia de la Historia.

## Historia
El marqués de Molins, don Mariano Roca de Togores (1812–1898), fue una personalidad destacada del Madrid isabelino y afiliado al Partido Moderado, ministro varias veces bajo la presidencia de Narváez y otros. Recibió de la reina el marquesado de Molins, colaboró en la restauración de Alfonso XII y fue embajador en París y más tarde ante la Santa Sede. Notable escritor, fue director de la Real Academia Española. Su palacio en la calle Amor de Dios representa bien su época y su personalidad.
Este palacio, cuando dejó de ser propiedad de la familia, pasó a propiedad del Estado. Cuando fue director de la Academia Jesús Pabón y Suárez de Urbina (1971-76), se gestionó la cesión del palacio del Marqués de Molins a la Real Academia de la Historia, que ya tenía como sede el edificio anexo (n.º 28 de la calle de las Huertas), para que formara parte integrante de sus dependencias. Exceptuando la escalera de honor y el salón de columnas, el palacio del Marqués de Molins sufrió una profunda transformación para adaptarlo a las necesidades de la Academia. Principalmente, se destinó una parte al salón de sesiones solemnes de la Real Academia. Comprendía dos alturas, tenía un estrado presidencial y un anfiteatro. Se ordenaron los espacios interiores creándose una serie de galerías, despachos para diversos usos y una escalera secundaria con un ascensor. Aparte de todo esto, un gran salón rectangular se habilitó para diversos usos, reuniones y comidas académicas. Todos los mencionados trabajos se ejecutaron entre 1974 y 1976, siendo todavía Jesús Pabón director de la Real Academia. Se buscó tanto en la construcción, como en la decoración, la máxima calidad, los materiales más nobles y los diseños más clásicos. Toda esta labor de transformación se llevó a cabo bajo la dirección del arquitecto y académico don Fernando Chueca Goitia, que trató de dotar al palacio del Marqués de Molins de unos locales en consonancia con las funciones representativa y académica que habían de caracterizar a la nueva edificación.

## Descripción
Tiene una fachada armoniosa, sencilla pero elegante, con una portada de granito unida al balcón principal donde lucen las armas del marqués, que fue su constructor y propietario. 
En el interior son de destacar la escalera principal, de dos tiros, con decoración de mármol y con una bella cúpula lucernario. Además de esta escalera, muy típica de la época, merece destacarse el llamado salón de columnas. Recibe este nombre por las columnas de mármol blanco que enmarcan sus huecos y paneles decorativos. Tiene una chimenea a la francesa, también de mármol blanco, y un techo con alegorías pintadas al fresco.